# Laurens, South Carolina
Laurens är administrativ huvudort i Laurens County i den amerikanska delstaten South Carolina. Orten  hette tidigare Laurensville. Den tidigaste förekomsten av den nuvarande namnformen Laurens i ett officiellt dokument är från år 1873.